# Reacció de neutralització
Una reacció de neutralització és una reacció química entre un àcid i una base en quantitats equivalents, de manera que els productes de la reacció no tenen propietats ni àcides ni alcalines.
Segons la teoria àcid-base d'Arrhenius una reacció de neutralització és una reacció entre un àcid i una base per a donar una sal i aigua. Consisteix en la reacció entre els cations H+ dels àcids i els anions OH- de les bases per donar molècules d'aigua. En aquesta reacció, les propietats de l'àcid, que són degudes al catió H+, queden neutralitzades o anul·lades per les de la base, que són degudes a l'anió OH-, i viceversa.
Així, per exemple, l'àcid clorhídric, HCl, reacciona amb l'hidròxid de sodi, NaOH, per a produir clorur de sodi, NaCl, i aigua, segons l'equació química:

## Aplicacions

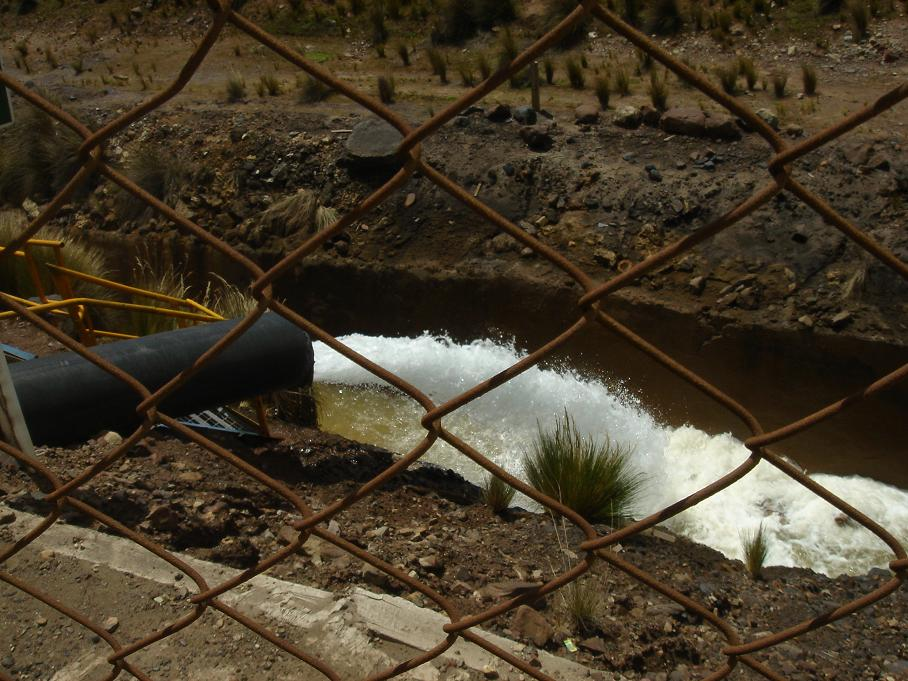
Efluent d'aigua neutralitzada a una mina del Perú

Animació d'una valoració àcid-base

Els residus industrials sovint són molt àcids o molt bàsics, per la qual cosa no poder abocar-se al medi ambient sense un tractament previ de neutralització, ja que provocaria greus danys als ecosistemes de la zona d'abocament, destacant l'efecte nociu sobre la fauna aquàtica que necessita una aigua amb pH molt proper a 7. Aigües residuals àcides o bàsiques hom les troba en gran nombre de processos industrials (indústries tèxtils, indústries d'acabament de superfícies, etc.) i, especialment, en fàbriques de productes químics, com ara àcids, bases, tintes, explosius, insecticides, fungicides, productes farmacèutics, resines de silicona, materials de construcció... Els tractaments habituals que s'empren per a la neutralització d'aquestes aigües residuals àcides són tractament en llits de pedra calcària o carbonat de calci, CaCO₃; neutralització amb calç o òxid de calci, CaO; neutralització amb sosa càustica o hidròxid de sodi, NaOH; neutralització amb carbonat de sodi, Na₂CO₃; i neutralització amb amoníac, NH₃. Per a la neutralització d'aigües alcalines es poden emprar àcids forts com l'àcid sulfúric, H₂SO₄ o l'àcid clorhídric, HCl. També és habitual realitzar les neutralitzacions amb diòxid de carboni, CO₂, un gas que es fa bombollejar dins l'aigua i que reacciona amb ella donant àcid carbònic, H₂CO₃, el qual neutralitza la base continguda en l'aigua que hom vol neutralitzar.
Les aigües residuals domèstiques de les ciutats, que es tracten en una depuradora, també necessiten una neutralització prèvia al seu tractament biològic. El valor del pH òptim per a una activitat biològica màxima està situat entre 6,5 i 8,5. Per aquest fet cal neutralitzar aigües que arribin a les depuradores excessivament àcides o excessivament alcalines, ja que impossibilitarien el tractament biològic.
Les reaccions de neutralització són el fonament de les valoracions àcid-base, una tècnica senzilla emprada en química analítica amb l'objectiu de determinar la concentració desconeguda d'una dissolució d'àcid o la d'una dissolució d'una base. El mètode es basa en l'addició de petits volums d'una dissolució d'un àcid fort o d'una base forta de concentració coneguda (dissolució valorant) en un volum mesurat de la dissolució problema, que conté una base o un àcid respectivament. Amb la dissolució problema s'hi afegeix una petita quantitat d'un indicador àcid-base que canvia de color quan es produeix una variació de diverses unitats de pH. Aquesta brusca variació coincideix amb el moment en què s'ha produït la neutralització. A partir del volum de valorant addicionat, la seva concentració i del volum de dissolució problema es determina de forma immediata la concentració de la dissolució problema. La variació de pH també es pot detectar mitjançant un pH-metre.